# Спиртина кућа у Земуну
Спиртина кућа је споменик културе, налази се у Земуну у улици Главна бр.9.

## Историјат
Спиртина кућа се налази у Земуну у Главној улици бр. 9. Подигнута је средином 19. века према пројекту Хајнриха Фрајхера фон Ферстела (Heinrih Freiher von Ferstel, 1828-1883). Обликована је у стилу неоготике. Једна је од првих високопартерних породичних кућа Старог језгра Земуна. Припадала је богатој и утицајној земунској породици Спирта.

### Архитектура
Архитектонским одликама издваја се од земунских кућа, чиме сведочи о посебном социјалном положају и укусу некадашњих власника. Главни део зграде висином досеже суседне једноспратне куће. Тротрактног је типа, са бочним крилом у дворишту и асиметрично постављеним колским улазом. Има богато опремљен ентеријер карактеристичан за богате грађанске куће. Посебно се издвајају декоративне тапете, стилски плафони, керамичке пећи, камини и раскошан стилски интарзирани паркет.
Главна фасада компонована је у шеми непарних бројева, карактеристичној за период романтизма. У декоративној плиткој пластици фасада, у обради грађевинске столарије и обради и орнаментици подова, зидова и таваница зграде изражен је еклектични дух епохе и укуса власника. Зграда је зидана у тврдом материјалу. Својом грађевинском линијом документује стару регулацију формирану у 18. веку. Део је главне земунске улице, њеног профила и њене трасе.

## Споменик културе
У кући је по ослобођењу Србије у Првом светском рату била смештена Школа за ученике оштећеног вида од априла 1919. до априла 1920. године након њеног пресељења из Бизерте у Земун. Те године у овој згради су боравиле и школовале се 2 девојчице и 4 дечака. Потом је у њој био смештен хотел „Гарни“.
Од 1971. у кући се налази стална поставка Завичајног музеја Земуна која приказује прошлост Земуна од времена његовог настанка до 1945. Музеј је затворен за посетиоце од 2002. до данас.
Објекат је проглашен за споменик културе (Решење Завода бр.182/4 од 12.03.1965). Објекат је лоциран у оквиру просторне културно-историјске целине Старо језгро Земуна која је проглашена за културно добро од великог значаја за Републику Србију.